# Jacob Shea
Jacob Shea (* in San José) ist ein US-amerikanischer Komponist.

## Leben
Jacob Shea studierte Komposition an der University of California. Er arbeitete mit mehreren Komponisten von Filmmusik zusammen, u. a. mit Elliot Goldenthal, Steve Jablonsky, Henry Jackman und Hans Zimmer.
Als Auszeichnungen erhielt er einen BMI Film & TV Award für Mountain Men – Überleben in der Wildnis (2013) und zwei BMI awards für Alaskan Bush People. 2017 wurde er für den Dokumentarfilm Blue Planet II zusammen mit Hans Zimmer und Jasha Klebe für den International Film Music Critics (IFMCA)-Award  in der Kategorie „Best Original Score for a Documentary Film“ nominiert. Er komponierte auch die Musik zur Sky-Serie Der Pass. Außerdem macht er Musik für Computerspiele.

## Filmmusik
- 2013: Sparks – The Origin of Ian Sparks (Sparks)
- 2016 und 2017: Planet Earth II (BBC)
- 2018–2022: Der Pass (Fernsehserie, 16 Folgen)
- 2019: Seven Worlds One Planet Der Pass
- 2020:  Kinder des Zorns (Children of the Corn)
- 2024: Hagen – Im Tal der Nibelungen

## Computerspiele
- 2009: Call of Duty: Modern Warfare 2 (composer: additional music)
- 2010: Prince of Persia: The Forgotten Sands (composer: additional music)
- 2011: Crysis 2 (composer: additional music)
- 2013:  Gears of War: Judgment